# Cyrtostachys
Genre
Classification phylogénétique
Espèces de rang inférieur
- Voir le texte

Cyrtostachys est un genre de la famille des Arecaceae (Palmiers), comprenant des espèces natives de la Thaïlande jusqu'à la Nouvelle-Guinée.

## Classification
- Sous-famille des Arecoideae
  - Tribu des Areceae

## Espèces
- Cyrtostachys brassii Burret, (1935).
- Cyrtostachys compsoclada Burret, (1936)
- Cyrtostachys elegans Burret, (1937)
- Cyrtostachys glauca H.E.Moore, (1966)
- Cyrtostachys kisu Becc., Webbia 4: 289 (1914)
- Cyrtostachys ledermanniana Becc., (1923).
- Cyrtostachys loriae Becc., (1905)
- Cyrtostachys microcarpa Burret, (1939)
- Cyrtostachys peekeliana Becc., (1914)
- Cyrtostachys phanerolepis (1936).
- Cyrtostachys renda Blume, (1838).